# Distrito de Asia
El distrito de Asia es uno de los dieciséis distritos que conforman la provincia de Cañete, ubicada en el departamento de Lima, en el Perú. Limita al norte, con el distrito de Mala; al este, con el distrito de Coayllo; al sur, con el distrito de Quilmaná y el distrito de Cerro Azul; y al oeste, con el océano Pacífico.
Dentro de la división eclesiástica de la Iglesia Católica del Perú, pertenece a la Prelatura de Yauyos.

## Historia

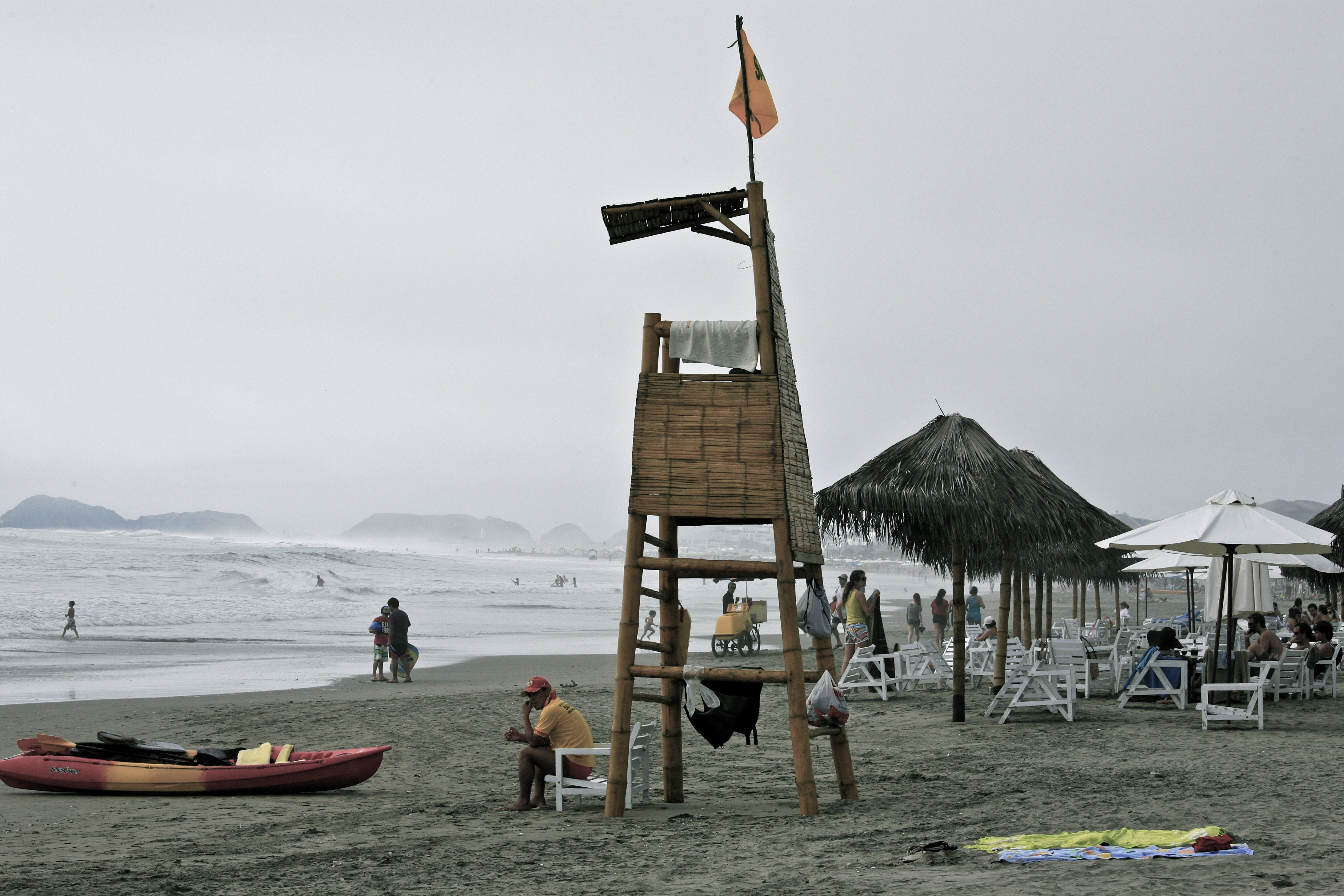
Playa de Asia.

El distrito de Asia fue creado el 24 de julio de 1964 mediante la Ley N.º 15112, durante el primer gobierno del presidente Fernando Belaúnde Terry. Hasta entonces, su territorio pertenecía al distrito de Coayllo.
La creación del distrito fue impulsada por Benito Chumpitaz Chávez, quien fue elegido primer alcalde para el periodo 1964-1967, y posteriormente volvió a ejercer el cargo entre 1983 y 1986.

## Geografía
El distrito de Asia ocupa un área de 279,36 km². Está ubicado en la franja costera sur de la región de Lima y es conocido por sus playas, que se han convertido en un importante centro turístico, especialmente en la temporada de verano.

## Autoridades

### Municipales
- 2019 - 2022[2]
  - Alcalde: José Toma Alcántara Malásquez, de Alianza para el Progreso.
  - Regidores:

  1. Félix Donato Quispe Manco (Alianza para el Progreso)
  2. Fredi Hugo Malásquez Lara (Alianza para el Progreso)
  3. Roxana Marleni Mori Tineo (Alianza para el Progreso)
  4. Fiorella García Suyo (Alianza para el Progreso)
  5. María Irene Arias Ávalos (Partido Democrático Somos Perú)

Alcaldes anteriores
- 2015 - 2018:[3] José Arias Chumpitaz, Movimiento Patria Joven (PJ).
- 2011 - 2014:[4] José Arias Chumpitaz, Movimiento Patria Joven (PJ).
- 2007 - 2010:[5] Armando Elifio García Huasasquiche, Partido Acción Popular.
- 2003 - 2006: José Arias Chumpitaz, Alianza electoral Unidad Nacional.
- 1999 - 2002: José Arias Chumpitaz, Movimiento independiente Vamos Vecino.
- 1996 - 1998: Javier Ávalos Arias, Lista independiente N.º 11 Somos Cañete 95
- 1993 - 1995: Armando Elifio García Huasasquiche, Partido Acción Popular.
- 1990 - 1992: Javier Avalos Arias, Lista independiente Asia Progresista.
- 1987 - 1989: Javier Avalos Arias, Partido Aprista Peruano.
- 1984 - 1986: Benito Chumpitaz Chávez, Partido Aprista Peruano.
- 1981 - 1983: Telmo López Chávarri, Lista independiente N.º 3.
- 1970 - 1979: Víctor Arias Avalos
- 1967 - 1969: Juan Malásquez
- 1964 - 1966: Benito Chumpitaz Chávez,Partido Aprista Peruano.

### Policiales
- Comisaría de Asia
  - Comisario: Mayor PNP Armando Retto Gallegos.

### Bomberos
- Compañía de Bomberos de Brig. Gral. CBP Roberto Ognio Baluarte n.º 221
  - Comandante: Teniente CBP Manuel Eriberto Taboada Pajuelo.

## Educación

### Instituciones educativas
- IE 20123 Capilla de Asia
- IE.20125 Nuestra Señora del Rosario

## Economía
Casi la mitad de la población se dedica a la agricultura. Entre los cultivos principales destacan los frutales, los olivos y la vid. La fiesta del aniversario del distrito se celebra cada año el día 24 de julio.

## Gastronomía
Entre los platos típicos de la zona se destacan la sopa seca, el ceviche y la carapulcra.
Encontramos también la producción de duraznos.

## Balneario exclusivo

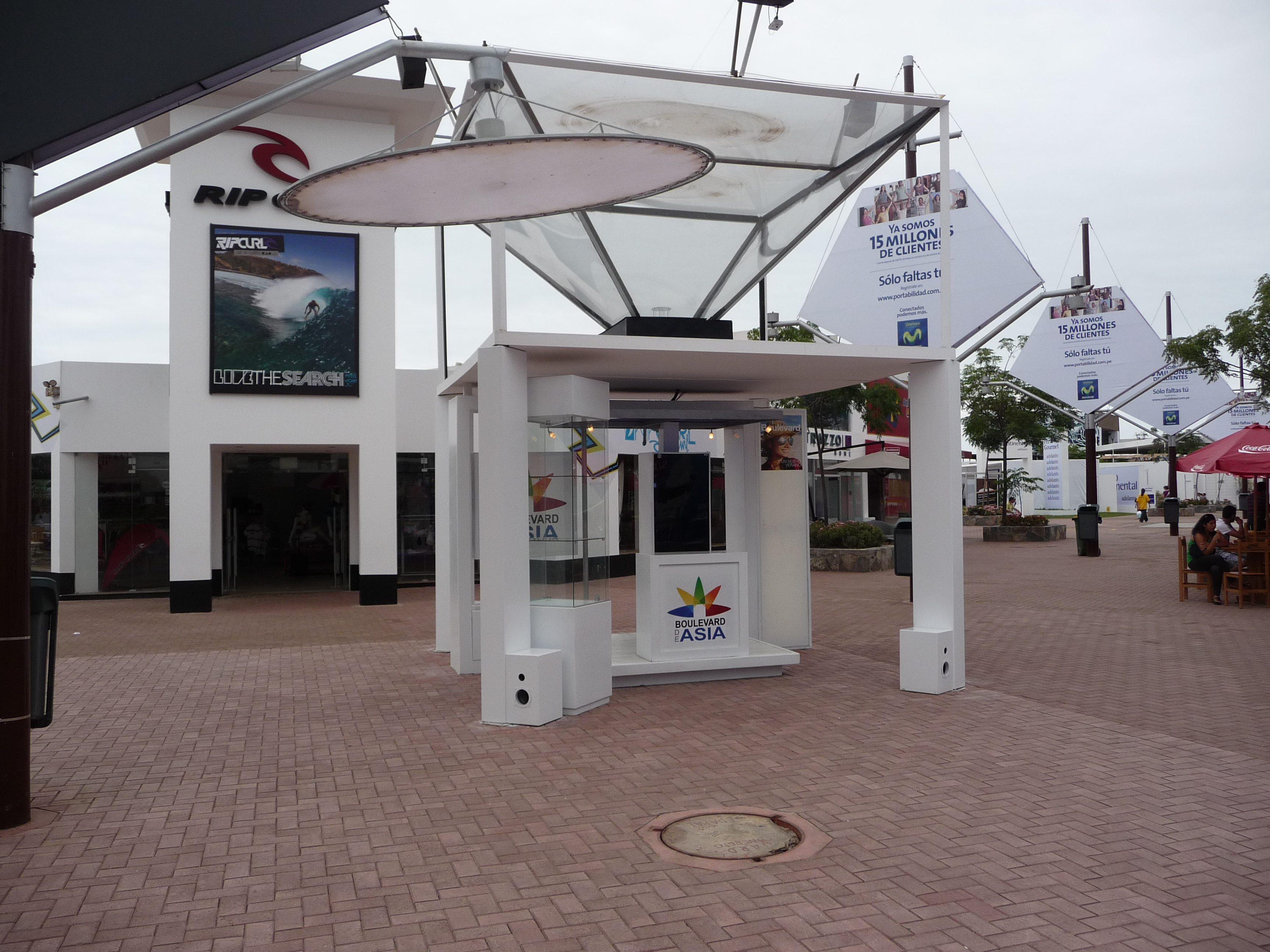
Vista del bulevar de Asia.

Las playas de Asia se encuentran en la zona conocida como balneario de Asia. Tras la crisis poblacional que hubo cerca de los principales Balnearios de Lima, como en Ancón, decidieron buscar un nuevo y mejor lugar para un nuevo balneario exclusivo, por eso desde finales de la década de 1990 en este lugar se empezaron a desarrollar diversas urbanizaciones de playa muy exclusivas.
Actualmente existe un amplio centro comercial que funciona en su totalidad únicamente durante la época de verano (diciembre a abril), el cual cuenta con tiendas por departamentos, supermercados, discotecas, librerías, etc. La extensión de las urbanizaciones de playa que conforman el balneario cubren aproximadamente 8 kilómetros de largo, paralela a la línea costera.
El balneario también cuenta con la sede del Asia Golf Club, miembro de la Federación Peruana de Golf, y un campo de golf de 18 hoyos.

### Playas
- Chocalla
- Las Arenas
- Coral
- Lobo Blanco
- Chupicalla
- Playa del Golf
- Bora Bora
- Playa del Sol
- Playa Blanca
- Los Flamencos
- Puerto Madero
- La Isla
- Las Brisas
- Mar Azul
- Cayma
- Palillos
- Las Palmas
- Los Cocos
- Kapala
- Sol y Mar
- Playa Bonita
- Costa del Sol
- Palabritas
- Cocoa
- Gaviotas
- La Jolla
- El Mirador de Asia

## Proyecto arqueológico
Cerca de Asia, en Malena, se encuentra el Proyecto Arqueológico Huaca Malena, cuya primera directora fue Denise Pozzi-Escot.